# Seuneubok Kulam
Seuneubok Kulam is een bestuurslaag in het regentschap Aceh Timur van de provincie Atjeh, Indonesië. Seuneubok Kulam telt 322 inwoners (volkstelling 2010).